# Čabar
Čabar es un municipio de Croacia en el condado de Primorje-Gorski Kotar.

## Geografía
Se encuentra a una altitud de 511 m s. n. m. a 168 km de la capital nacional, Zagreb.

## Demografía
En el censo 2011 el total de población del municipio fue de 3770 habitantes, distribuidos en las siguientes localidades:
- Bazli -  5
- Brinjeva Draga -  5
- Crni Lazi -  117
- Čabar -  412
- Donji Žagari -  8
- Fažonci -  0
- Ferbežari -  32
- Gerovo -  689
- Gerovski Kraj - 95
- Gorači -  99
- Gornji Žagari -  83
- Hrib -  109
- Kamenski Hrib -  6
- Kozji Vrh  -  60
- Kraljev Vrh -  14
- Kranjci -  4
- Lautari  -  1
- Lazi -  4
- Makov Hrib - 3
- Mali Lug -  79
- Mandli -  39
- Okrivje -  2
- Parg -  87
- Plešce -  140
- Podstene -  17
- Požarnica -  1
- Prezid -  740
- Prhci - 12
- Prhutova Draga -  3
- Pršleti -  0
- Ravnice -  39
- Selo -  41
- Smrečje -  71
- Smrekari - 9
- Sokoli -  10
- Srednja Draga -  43
- Tropeti -  12
- Tršće -  342
- Vode -  35
- Vrhovci -  110
- Zamost - 26

| Gráfica de población de Čabar 1857-2011                             |
|                                                                     |
| Según los censos de población de la oficina estadística de Croacia. |